# Jerzy Berek
Jerzy Berek (ur. 2 kwietnia 1914 w Cisownicy, zm. 29 lipca 1994 w Warszawie) – polski działacz społeczny, przewodniczący Związku Harcerstwa Polskiego w latach 1949–1950, dyrektor Pałacu Młodzieży w Warszawie w latach 1954–1978. Odznaczony Orderem Uśmiechu.

## Życiorys
W 1935 ukończył Gimnazjum im. A. Osuchowskiego w Cieszynie. Następnie odbył służbę wojskową i rozpoczął studia na Wydziale Prawa Uniwersytetu Jagiellońskiego, jednak ich nie ukończył ze względu na złą sytuację materialną.
Od 1937 roku sekretarz Zarządu Głównego Robotniczego Stowarzyszenia „Siła”, był też redaktorem miesięcznika „Oświata”. Uczestnik kampanii wrześniowej, w czasie II wojny światowej przebywał w obozach jenieckich. Po zakończeniu wojny był m.in. kuratorem Śląskiego Okręgu Szkolnego w Katowicach.
W 1949 roku zamieszkał w Warszawie. W latach 1949–1950 był przewodniczącym Związku Harcerstwa Polskiego. Później był dyrektorem Departamentu Wychowania Pozaszkolnego w Ministerstwie Oświaty, pełnomocnikiem Ministerstwa Oświaty do spraw organizacji Pałacu Młodzieży w Warszawie, którego dyrektorem został 1 września 1954 roku. Pełnił tę funkcję do 31 sierpnia 1978 roku.
Członek Macierzy Ziemi Cieszyńskiej, przez wiele lat był prezesem jej warszawskiego koła.